# Смит, Джимми (футболист, 1930)
Джеймс Гарольд Смит (6 декабря 1930 — 7 января 2022) — английский профессиональный футболист, вингер, выступал за «Шилдон», «Челси» и «Лейтон Ориент».

## Биография
Джимми Смит родился 6 декабря 1930 года в Шеффилде, он присоединился к «Челси» после армии в 1951 году и провёл за клуб 23 матча, забив три гола.
Его дебют состоялся 8 сентября 1951 года, «Челси» обыграл «Фулхэм» со счётом 2:1. Он забил в своей второй и третьей играх в ворота «Хаддерсфилд Таун» (победа 2:1) и «Вулверхэмптон Уондерерс» (поражение 3:5) соответственно.
В своём первом сезоне он сыграл 20 матчей в том сезоне, но в итоге проиграл конкуренцию за место в основе Фрэнку Бланстоуну и Эрику Парсонсу. В следующих двух сезонах Смит провёл лишь три матча. Свою последнюю игру в команде он провёл 10 октября 1953 года против «Шеффилд Уэнсдей». Когда «Челси» выиграл чемпионат в сезоне 1954/55, Смит не провёл ни одного матча.
В мае 1955 года он перешёл в «Лейтон Ориент».
На момент смерти 7 января 2022 года в возрасте 91 года он был старейшим из живущих игроков «Челси», после его смерти таковым стал Лен Кейси.